# Rocca dei Conti Guidi (Modigliana)
La rocca dei Conti Guidi o di Modigliana, detta anche "Roccaccia", è una fortificazione nelle vicinanze di Modigliana.

## Storia
L'8 settembre 896 la contessa Ingelrada dona il paese di Modigliana al figlio Pietro, diacono di Ravenna. Nel 925 il castello di Modigliana è soggetto a Ingelrada II, figlia del duca Martino di Ravenna. Nel X secolo Guido, capostipite dei conti Guidi, è fatto conte palatino dall'imperatore Ottone I di Sassonia e riceve da questi il contado di Modigliana in Romagna.
Il 28 settembre 1164 l'imperatore Federico I Barbarossa conferma il possesso del castello di Modigliana a Guido Guerra. Nel 1166 il castello di Modigliana ospita l'imperatore Federico I Barbarossa con l'imperatrice, la quale vi partorisce un figlio chiamato Corrado. Il 25 maggio 1191 l'imperatore Enrico VI di Svevia conferma il possesso del castello di Modigliana ai conti Guidi. Il 29 novembre 1220 l'imperatore Federico II conferma il possesso del castello di Modigliana ai conti Guidi. Il 21 marzo 1230, per divisione patrimoniale sancita tra i conti Guidi, Modigliana viene assegnata a Guido e Tegrimo.
Nel 1278 Modigliana viene assediata dai Fiorentini. Il 14 giugno 1362 Fiore di Guido di Domestico dei conti Guidi da Modigliana si accomanda a Firenze con i suoi castelli, tra i quali c'è anche quello di Modigliana. Il 7 agosto 1377 Modigliana si sottomette a Firenze e a seguito di questo evento viene imposta da quest'ultima la costruzione di una terza cinta muraria (oltre alla prima, poco distante dalla rocca, ed alla seconda, intermedia) lunga svariate miglia e dotata di 12 torri che termini con un imponente cancello, cioè la "Tribuna" che si affaccia sul fiume Tramazzo. Nel 1415 Modigliana è castellaneria di primo grado nel distretto fiorentino. Nel 1440 il castello di Modigliana viene preso dalle truppe di Guidantonio Manfredi che ne ottiene la donazione dalla famiglia Visconti.
Nel 1445 Firenze rientra in possesso del castello di Modigliana. Nel 1502 Vitellozzo Vitelli espugna il castello di Modigliana e lo saccheggia. Successivamente la perdita della funzione militare, il terremoto del 1661, seguito da altre forti scosse nel 1773, ne determinarono l'abbandono. Nel 1918 avvenne il grande crollo di parte del mastio circolare, che ne risultò sezionato verticalmente.
Nel 2023, a seguito dell'alluvione che ha colpito il territorio, il presidente dell'Ordine dei geologi dell'Emilia–Romagna ha dichiarato la rocca potenzialmente a rischio crollo.